# Lilies Handayani
Lilies Handayani (* 15. dubna 1965 Surabaya, Indonésie) je bývalá indonéská lukostřelkyně. Jejím největším sportovním úspěchem je zisk stříbrné olympijské medaile ze závodu družstev z olympiády v Soulu v roce 1988, kterou vybojovala společně se Saiman a Wardhani. V individuálním závodě obsadila 30. místo.